# Best of - 3CD
Best of - 3CD is een muziekalbum van The Cats dat in 2012 verscheen. Het verzamelalbum werd in Nederland en België uitgebracht, maar drong niet door tot de hitlijsten. The Cats kenden ook al eerder verzamelalbums met een vergelijkbare naam, zoals The best of The Cats (elpee uit 1973), Het beste van The Cats (elpee uit 1983) en The very best of - Highlights (cd uit 1998). Deze cd bevat alle nummers die in de Nederlandse Top 40 terechtkwamen.

## Nummers
| Nummer    | Naam                                                 | Geschreven door                               | Duur | Opmerkingen |
| --------- | ---------------------------------------------------- | --------------------------------------------- | ---- | ----------- |
| CD 1 - 1  | What a crazy life                                    | Roger Greenaway en Roger Cook                 | 2:37 |             |
| CD 1 - 2  | Let's dance                                          | Piet Veerman                                  | 3:28 |             |
| CD 1 - 3  | Magical mystery morning                              | Arnold Mühren                                 | 2:39 |             |
| CD 1 - 4  | Lea                                                  | Arnold Mühren                                 | 3:45 |             |
| CD 1 - 5  | Marian                                               | Arnold Mühren                                 | 4:02 |             |
| CD 1 - 6  | Times were when                                      | Neil Grimshaw                                 | 3:14 |             |
| CD 1 - 7  | Sure he's a cat                                      | Roger Greenaway en Roger Cook                 | 2:33 |             |
| CD 1 - 8  | Vive l'amour                                         | Mark Barkan en Vic Millrose                   | 2:05 |             |
| CD 1 - 9  | What's the world coming to                           | Roger Greenaway en Roger Cook                 | 3:31 |             |
| CD 1 - 10 | La diligence                                         | Jos Cleber, Arnold Mühren en Piet Veerman     | 3:30 |             |
| CD 1 - 11 | Save the last dance for me                           | Doc Pomus en Mort Shuman                      | 3:10 | Demo        |
| CD 1 - 12 | Hooray for Michael                                   | Arnold Mühren                                 | 4:31 |             |
| CD 1 - 13 | I walk through the fields                            | Cees Veerman                                  | 3:54 |             |
| CD 1 - 14 | Take me with you                                     | Arnold Mühren                                 | 3:00 |             |
| CD 1 - 15 | Dreams                                               | Piet Veerman                                  | 6:41 |             |
| CD 1 - 16 | We should be together                                | Allen Reynolds                                | 3:20 |             |
| CD 1 - 17 | If you'll be my woman                                | Cees Veerman                                  | 3:51 |             |
| CD 1 - 18 | A letter                                             | Piet Veerman en John Möring                   | 3:34 |             |
| CD 2 - 1  | Be my day                                            | Larry Murray                                  | 3:00 |             |
| CD 2 - 2  | Where have I been wrong                              | Piet Veerman                                  | 5:16 |             |
| CD 2 - 3  | Come Sunday                                          | Lane Caudell en Harry Lloyd                   | 2:33 |             |
| CD 2 - 4  | Why                                                  | Arnold Mühren                                 | 4:01 |             |
| CD 2 - 5  | One way wind                                         | Arnold Mühren                                 | 3:42 |             |
| CD 2 - 6  | There has been a time                                | Arnold Mühren                                 | 3:40 |             |
| CD 2 - 7  | Turn around and start again                          | Roger Greenaway en Roger Cook                 | 3:01 |             |
| CD 2 - 8  | Like a Spanish song                                  | Larry Murray                                  | 3:58 |             |
| CD 2 - 9  | Those were the days                                  | John Ewbank                                   | 3:54 |             |
| CD 2 - 10 | Don't waste my time                                  | Cees Veerman                                  | 2:34 |             |
| CD 2 - 11 | Stay in my life                                      | Piet Veerman en Marnec                        | 3:55 |             |
| CD 2 - 12 | She's so in love                                     | Russ Ballard                                  | 3:44 |             |
| CD 2 - 13 | The greatest thing                                   | Jaap Schilder                                 | 3:18 |             |
| CD 2 - 14 | I've just seen a face                                | John Lennon en Paul McCartney                 | 2:39 |             |
| CD 2 - 15 | Jamaica                                              | Ben E. King                                   | 3:14 |             |
| CD 2 - 16 | Hard to be friends                                   | Larry Murray                                  | 3:37 |             |
| CD 2 - 17 | Country woman                                        | Piet Veerman                                  | 3:10 |             |
| CD 2 - 18 | I gotta know what's going on                         | Cees Veerman                                  | 2:35 |             |
| CD 3 - 1  | Maribaja                                             | Arnold Mühren                                 | 3:10 |             |
| CD 3 - 2  | Vaya con Dios                                        | Larry Russell, Inez James en Buddy Pepper     | 3:29 |             |
| CD 3 - 3  | Let's go together                                    | Piet Veerman en Jaap Schilder                 | 3:45 |             |
| CD 3 - 4  | Scarlet ribbons                                      | Evelyn Danzig en Jack Segal                   | 3:18 |             |
| CD 3 - 5  | Rock 'n' roll (I gave you the best years of my life) | Kevin Johnson                                 | 4:58 |             |
| CD 3 - 6  | The end of the show                                  | Cees Veerman                                  | 4:32 |             |
| CD 3 - 7  | She was too young                                    | Cees Veerman                                  | 3:42 |             |
| CD 3 - 8  | Romance                                              | Jules Shear                                   | 3:05 |             |
| CD 3 - 9  | Lovers don't talk                                    | Fred Bekky en Tony Kolenberg                  | 3:39 |             |
| CD 3 - 10 | Love is a golden ring                                | Frank Miller, Richard Dehr en Terry Gilkyson  | 2:50 |             |
| CD 3 - 11 | Without your love                                    | Cees Veerman en Mel Andy                      | 2:49 |             |
| CD 3 - 12 | Cindy                                                | Peter Reber en Rolf Zuckowski                 | 3:50 |             |
| CD 3 - 13 | Time machine (hey, come on back in time)             | Arnold Mühren en Piet Veerman                 | 3:20 |             |
| CD 3 - 14 | I'm going home                                       | Cees Veerman                                  | 3:11 |             |
| CD 3 - 15 | Lucky star                                           | Henk van Broekhoven en Peter de Wijn          | 3:05 |             |
| CD 3 - 16 | The best years of my life                            | John Ewbank                                   | 3:46 |             |
| CD 3 - 17 | A love like yours                                    | Eddie Holland, Brian Holland en Lamont Dozier | 3:59 |             |
| CD 3 - 18 | Trying to explain                                    | Piet Veerman                                  | 4:22 |             |
| CD 3 - 19 | Mandy my dear                                        | Jaap Schilder                                 | 3:21 |             |